# Єжи Мнішек
Єжи Мнішек, або Юрій Мнішек (Мнішех) власного гербу (1548 — 16 травня 1613) — державний діяч Речі Посполитої. Крайчий великий коронний (1574 р.), воєвода сандомирський (1590 р.), староста львівський (1593 р.), самбірський, сокальський, сяноцький, рогатинський, каштелян радомський, жупник руський. Кальвініст, який перейшов на латинський обряд.

## Життєпис
Син підкоморія надвірного Миколая Мнішека та його дружини Барбари з Каменецьких. Виріс у родині кальвіністів.
Навчався в університетах Кеніґсберґа, Ляйпциґа. Після повернення через політичну ситуацію разом з родичами перейшов у католицьку віру. У придане дружини Ядвиґи з Тарлів — дочки королівського секретаря Миколая Тарла — отримав Хирів, Самбір, Потік, Баковиці, Ляшки Муровані, де заклав родинну резиденцію. Як староста мав резиденцію у Самборі. Був власником Залізців.
Увійшов до складу спеціяльної комісії для розгляду питання щодо зведення нового монастиря бернардинів у Львові, яку створив король Сиґізмунд III Ваза (також Станіслав Жолкевський, львівський латинський архієпископ Ян Димітр Соліковський).

### Димитрій І Московський
На початку 1604 р. православні брати князі Вишневецькі везли до короля у Краків Димитрія I Самозванця, якого у Самборі Константин Вишневецький показав своєму тестеві Є. Мнішеку. Сиґізмунд ІІІ Ваза не визнав у ньому сина царя; дозволив вербувати військо на теренах Речі Посполитої. На зворотній дорозі: у Самборі Вишневецькі разом з Є. Мнішеком розглядали питання організації походу, відбулось заручення Димитрія з Мариною Мнішек, пожертвував у Львові 950 злотих на будівництво Успенської церкви.
У травні 1604 Мнішек, Димитрій Самозванець підписали контракт, що у випадку коронації він одружиться з Мариною, надавши їй у володіння Новгород, Псков, її батькам 1 мільйон злотих, Сіверщину, Смоленськ. Можливо, до участі у поході Є. Мнішека схилив значний борг, загроза суду за розтрату королівського майна. До завербованих 1600 вояків долучилось 2000 січовиків Війська Запорозького. Кримські татари відмовились брати участь у поході.
Основні приготування до походу велись у Самборі, Львові (за легендою 1604 у костелі бернардинців освятили шаблі). У жовтні 1604 15000-не військо Димитрія І увійшло до Московщини. Під Новгород-Сіверським їм вдалось розбити 50-тисячне військо московського воєводи; через заборговану 2-місячну платню військо розійшлось. З ними відійшов Є. Мнішек з 800 вояками. У Самозванця залишилось 1500 поляків, до яких приєдналось 12000 козаків з Дону. Їх розбило царське військо завдяки значній перевазі у артилерії. Самозванець відступив до Путивля, де знаходились запорізькі козаки. Квітень 1605 р. — у Москві помер Борис I Годунов, розпочався бунт. Це дозволило 20 червня 1605 увійти з військом до Москви Єжи Мнішеку з Дмітрієм Самозванцем, якого упізнала його мати Марія Наґая — вдова царя Івана IV Лютого.

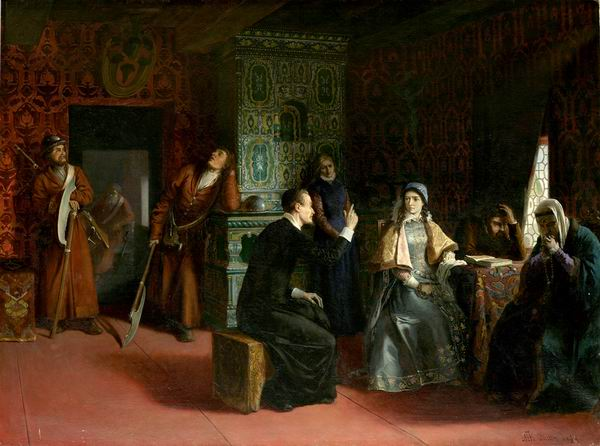
Мнішеки у ярославському засланні

Коронація відбулась 31 липня 1605. За дозвіл на одруження з донькою Мариною Єжи направив у Самбір 200 тисяч злотих весільного подарунку. Заочний шлюб через посередника царя відбувся у Кракові 22 листопада 1605 за участи Сиґізмунда III Вази, папського нунція. У квітні 1606 р. кордон Московського царства перетнув величезний караван карет, возів з 2000 гостями, Мариною Мнішек, яка 8 травня була коронована царицею в Успенському соборі Кремля. Шлюб відбувся 12 травня 1605 року. Марина Мнішек була присутня на шлюбному бенкеті, танцювала з іншими чоловіками; подавали європейські страви за європейськими звичаями, грала музика, що надзвичайно обурило бояр, як і те, що була п'ятниця.
Це вирішило долю царської пари. Підготовку до балу-маскараду сприйняли за доказ того, що вони не є православними у місцевому розумінні царями. У ніч на 17 травня змовники проникли до Кремля, вбили царя Димитрія І. Через неоднозначне ставлення народу до чергового царевбивства труп Димитрія I спалили. Під час заворушень у Москві загинуло до 3000 осіб, 500 урядовців Речі Посполитої. Дивним чином вдалось врятуватись Марині і Єжи Мнішекам. Новообраний цар Василь IV Шуйський заслав їх у Ярославль — утримувались ізольовано, як заручники. Через наступ 1607 р. на Москву Лжедмітрія ІІ, поразки московського війська цар терміново уклав 4-річне перемир'я з Річчю Посполитою. За ним відпускали полонених поляків та Мнішеків за умови, що Марина не буде титулуватись царицею. У липні під конвоєм тисячі стрільців Мнішеків повезли до Речі Посполитої.

### Лжедмитрій II
Польський загін Александра Зборовського відбив Мнішеків, привіз до табору Яна Петра Сапіги. Єжи Мнішек переконав доньку визнати Лжедмитрія II за свого чоловіка, що дивом врятувався, в обмін за обіцянку того сплатити 300 тисяч рублів, надати 14 прикордонних міст. Імовірно, за його згоди відбулось одруження Лжедмітрія ІІ з царицею Мариною. Лжедмитрію II не вдалось захопити Москву. 1609 року Єжи Мнішек повернувся до Львова, де русини подарували йому 5 дукатів задля здобуття прихильності. На Сеймі 1609 р. виступав проти залучення коронного війська у події в Московському царстві; приєднався до 5-тисячного польського війська польного гетьмана Станіслава Жолкєвського, брав участь у червні 1610 року в битві під Клушином, у серпні увійшов до Москви. У серпні під Москвою була укладена угода з боярами про визнання царем королевича Владислава IV Вази. Через відмову Марини Мнішек зректись прав на царський трон Єжи Мнішек міг опинитись ворогом короля; був у складі делегації, що 1611 р. привезла на Сейм скинутого царя Васілія IV Шуйського.
На звістку про здобуття Смоленська 1611 року у Львові влаштували театралізовану виставу з декораціями на площі Ринок, святкування. Надалі Є. Мнішек значну частину часу перебував у московському царстві.
Помер 16 травня 1613 року.

### Посади
Каштелян радомський, воєвода сандомирський (1590 р.), крайчий великий коронний (1574 р.), жупник руський, староста львівський (1593 р.), староста самбірський, сокальський, сяноцький, рогатинський.

### Шлюб, діти
Був одружений із Ядвиґою з Тарлів. У шлюбі народились:
- Миколай Мнішек (1587—1613) — староста луківський
- Урсула Мнішек (пом. 1622) — дружина воєводи руського, белзького князя Константина Вишневецького
- Марина Мнішек (1588—1614) — московська цариця
- Евфрозина Мнішек — дружина Гермолауса Йордана
- Станіслав Боніфацій Мнішех (1580—1644) — староста львівський 1613, самбірський, глинянський
- Стефан Ян Мнішек (до 1580—після 1605) — староста сяноцький
- Францішек Бернард Мнішех (1590—1661) — каштелян сондецький, староста сяноцький
- Сиґізмунд Мнішек (пом. біля 1613)
- Анна Мнішек — дружина каштеляна войніцького Пйотра Шишковського